# JR小倉站
JR小倉站（日语：／ JR-Ogura eki */?）位於京都府宇治市小倉町中畑，是西日本旅客鐵道（JR西日本）奈良線的鐵路車站。車站編號為JR-D10。
本站為了與近鐵京都線的小倉站及福岡縣北九州市小倉北區的小倉站做區別，冠以JR的名稱。

## 歷史
- 2001年（平成13年）3月3日 - 隨著奈良線的宇治站 - 新田站間複線化，本站同時開業[1][2]。
- 2003年（平成15年）11月1日 - 可使用IC儲值卡「ICOCA」搭乘[3]。
- 2018年（平成30年）3月17日 - 導入車站編號。

## 車站構造
側式月台2面2線的地面車站。

### 月台配置
| 月台 | 路線   | 方向 | 目的地        |
| ---- | ------ | ---- | ------------- |
| 1    | 奈良線 | 上行 | 往 宇治、京都 |
| 2    | 奈良線 | 下行 | 往 木津、奈良 |

## 使用狀況
根據京都府統計書資料，1日的平均上車人次如下表。
| 年度   | 一日平均 上車人次 |
| ------ | ----------------- |
| 2000年 | 1,000             |
| 2001年 | 1,236             |
| 2002年 | 1,427             |
| 2003年 | 1,563             |
| 2004年 | 1,647             |
| 2005年 | 1,737             |
| 2006年 | 1,778             |
| 2007年 | 1,838             |
| 2008年 | 1,888             |
| 2009年 | 1,860             |
| 2010年 | 1,893             |
| 2011年 | 1,910             |
| 2012年 | 1,914             |
| 2013年 | 1,934             |
| 2014年 | 1,910             |
| 2015年 | 1,921             |
| 2016年 | 1,863             |
| 2017年 | 1,877             |

## 車站周邊
- 近畿日本鐵道京都線 小倉站
- 宇治市立小倉小學校
- 宇治幼稚園
- 宇治南陵郵局
- 共榮製茶工廠

## 相鄰車站
西日本旅客鐵道
 奈良線
■京路快速
通過
■快速、■區間快速、■普通
宇治（JR-D09）－JR小倉（JR-D10）－新田（JR-D11）

## 外部連結
- JR小倉｜車站資訊：JR出門網 - 西日本旅客鐵道